# 龙潭会师亭
龙潭会师亭又名龙潭战役会师亭、督师台，位于江苏省南京市栖霞区龙潭街道，中国水泥厂厂区内黄龙山北麓53米高处，是国民政府为国民革命军在北伐战争龙潭战役中的阵亡将士修建的纪念性建筑群。1927年8月，何应钦、李宗仁、白崇禧率国民革命军三路会攻直系军阀孙传芳的五省联军，经过激战以伤亡8000余人的代价彻底击败孙传芳，会师龙潭。战后，李宗仁、白崇禧曾建立“龙潭战役胜利纪念碑”，但战前下野的蒋介石在重新上台后，为消除桂系影响将该碑捣毁。1946年，白崇禧任国防部长时安排黄显灏在战场旧址建亭纪念，1947年3月建成。龙潭会师亭是中央大学建筑系教授徐中设计的官衙式仿古建筑群，包括上山台阶（350余级）、督师台、会师亭、甬道、纪念碑、旗幡台、祭台、拱壁等。会师亭高4米多，六角飞檐，有白崇禧题写的“会师亭”匾额。亭后甬道向上约40米为“龙潭战役阵亡将士纪念碑”，碑高8.31米，碑后仿古式弧形拱壁正面刻有建亭铭文。文化大革命时，会师亭、督师台被拆，纪念碑被炸倒，其余建筑幸存。2010年，栖霞区重修会师亭，将被炸倒的纪念碑重新竖起。